# Abrepagoge treitschkeana
Abrepagoge treitschkeana är en fjärilsart som beskrevs av Treitschke 1835. Abrepagoge treitschkeana ingår i släktet Abrepagoge och familjen vecklare. Inga underarter finns listade i Catalogue of Life.